# C. L. Gloger
Constantin Wilhelm Lambert Gloger (17 tháng 9 năm 1803 gần Grottkau, Silesia, Vương quốc Phổ – 30 tháng 12 năm 1863, Berlin) là một nhà động vật học và nhà điểu học người Đức.
Gloger là người đầu tiên nhận ra những cấu trúc khác biệt giữa én và yến, và cũng là người đầu tiên tạo ra hộp dơi (một dạng nơi ở nhân tạo cho dơi).
Ông cũng là người đề xuất một quy tắc trong sinh thái học mà bây giờ được gọi là quy tắc Gloger, phát biểu rằng sắc tố đen gia tăng trong các chủng loại động vật (chim là ví dụ mà nhờ đó ông phát hiện quy tắc này) sống trong môi trường ấm và ẩm. Ông đưa ra giả thuyết này trong cuốn Das Abändern der Vögel durch Einfluss des Klimas (1833) của mình. Cách giải thích chính xác của quy tắc này vẫn chưa rõ, nhưng ở loài chim, người ta cho rằng sắc tố làm lông chim tối hơn cung cấp sự bảo vệ chống lại vi khuẩn làm rụng lông tốt hơn, trong điều kiện hoạt động mạnh của các vi khuẩn này ở các vùng ấm và ẩm. Một tác phẩm nổi tiếng khác của ông là Gemeinnütziges Hand-und Hilfsbuch der Naturgeschichte (1841).